# 달리는 라디오 (부산주말)
김은미의 주말 달리는 라디오는 TBN 부산교통방송(FM 94.9㎒)에서 주말 저녁 6시부터 저녁 7시 52분까지 방송했던 부산권 지역의 주말 라디오 프로그램이다. 2022년 10월 23일 자로 25년만에 폐지되었다.

## 코너소개

### 토요일
- 주막별곡‘미실전’: 한 주의 이슈를 고사성어로 풀어보는 꽁트 코너(개그맨 윤정섭)
- 떳다! 퀴즈의 神: 전화로, 문자로! 퀴즈의 신을 가리는 청취자 참여 코너. (배우 김용수)
- 요즘 노래 따라잡기: 아이돌 노래부터 인기 있는 요즘 곡들을 쉽게~섭렵하는 음악코너
- 끝내주는 노래 : 센스 있는 청취자의 탁월한 선곡으로 마무리되는 끝곡 선정 코너

### 일요일
- 어서와 ‘이런 버스는 처음이지예?’: 버스 노선을 따라 부산의 추억을 여행하는 꽁트 코너
- 요즘 노래 따라잡기: 아이돌 노래부터 인기 있는 요즘 곡들을 쉽게~섭렵하는 음악코너
- 도전! 가요 챔피언: 청취자 노래자랑 SHOW ! (가수 강해라 / 정혜인 격주 출연)
- 친절한 가요교실 : 매주 한 곡씩 즐겁게 노래를 배워보는 시간!(가수 강해라 / 정혜인 격주 출연)
- 끝내주는 노래 : 센스 있는 청취자의 탁월한 선곡으로 마무리되는 끝곡 선정 코너